# Питер Камбор
Питер Камбор (енгл. Peter Cambor) је амерички глумац који је рођен 28. септембра 1978. године у Хјустону у Тексасу.
Камбор је најпознатији по улози посебног агента и оперативног психолога Нејта Гејца у серији Морнарички истражитељи: Лос Анђелес.